# 長野銀行

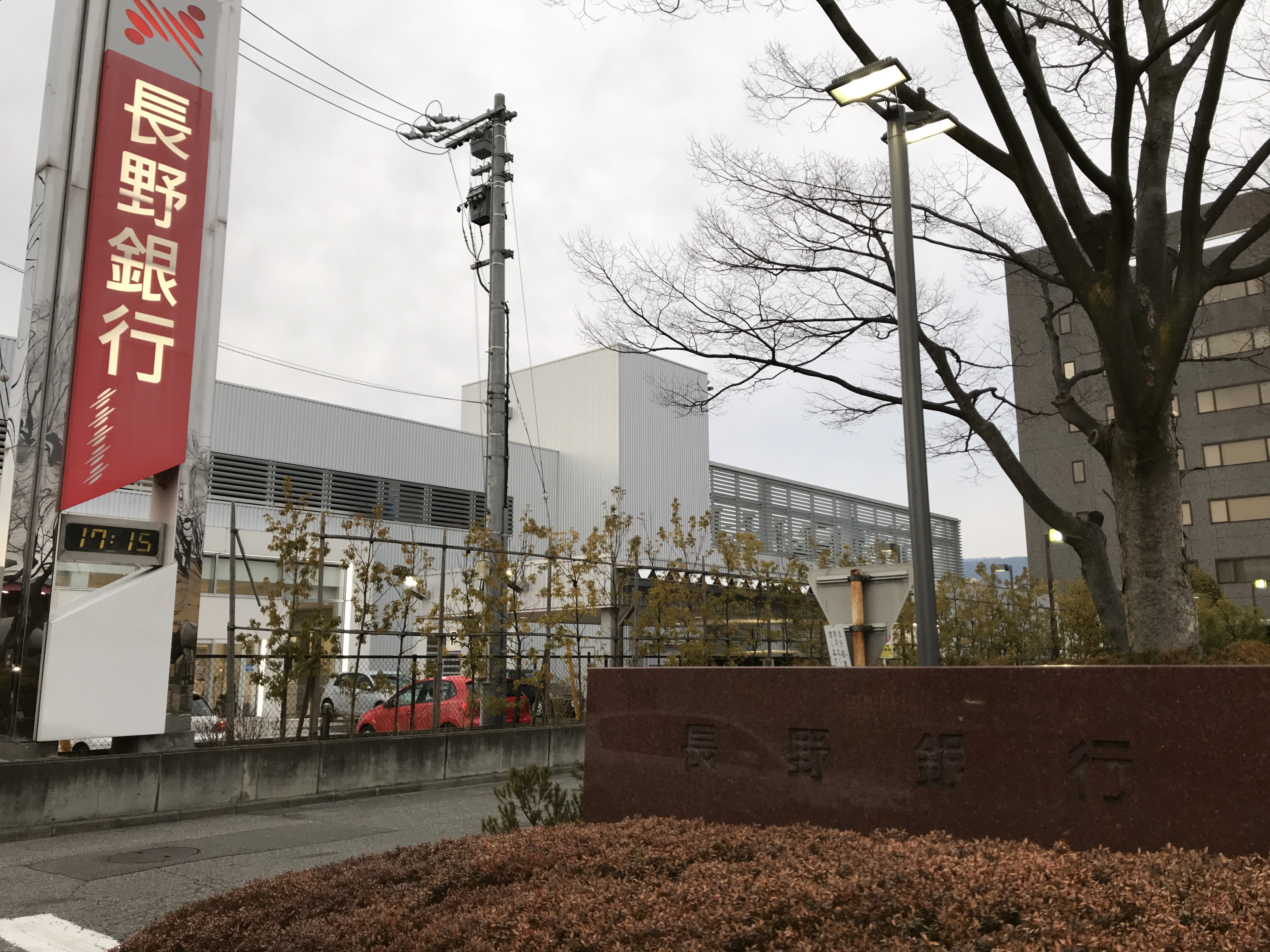
長野銀行 入り口看板

株式会社長野銀行（ながのぎんこう、英: THE NAGANO BANK,LTD.）は、長野県松本市に本店を置く第二地方銀行である。

## 概要
通称は長銀（ながぎん）。同行自らが使用する場合はひらがな表記がほとんどである。
取引先は個人、中小企業が中心である。長野県外では東京支店（東京都千代田区内神田）が開設されている。
コーポレートシンボルマークは、長野銀行の頭文字Nをモチーフに、「地域と銀行」「人と銀行」との融合を意味する二つの楕円が、中心に向けて一つに融合していく様を表現している。
コーポレートステイトメントは、ひと・くらし・コミュニケーションとして、地域社会の人々と共に発展を目指すとしている。
2015年12月7日、経営資源を集中し質の高い金融サービスを提供することを目的に、長野法人営業部（長野市）を新築・移転し、新たに店舗名を「長野営業部」とした上で既存の長野支店を同営業部に統合した。
2022年9月28日、八十二銀行との経営統合について基本合意、各取締役会において決議したと発表、2023年6月1日に八十二銀行を完全親会社、長野銀行を完全子会社とする株式交換を行い経営統合した。2025年度をめどに、両行が合併する。合併後の行名は心機一転を図るべく、新しい名称の検討を行っていた。
2023年12月15日、2026年1月に八十二銀行が長野銀行を吸収合併することが発表された。八十二銀行は合併時に八十二長野銀行へ改称する。

## 沿革
- 1950年（昭和25年）
  - 3月3日 - 松本商工会議所において設立計画の話合いがもたれる[11]。
  - 8月23日 - 長野県商工信用組合創立総会。組合長理事に太田政徳、専務理事に小松平十郎、常務理事 平山禎、中村兼治郎ほか理事15人、監事5人を選出[11]。
  - 11月15日 - 長野県商工信用組合営業開始。本店（松本）および長野、大町、中野、小諸、ちのの6店舗[12]。
- 1970年（昭和45年）4月 - 金融機関の合併及び転換に関する法律（昭和43年法律第86号）に基づく認可により相互銀行に転換し、株式会社長野相互銀行を商号とする。
- 1980年（昭和55年）2月 - 外貨両替商業務開始。
- 1983年（昭和58年）4月 - 国債窓口販売開始。
- 1989年（平成元年）2月 - 金融機関の合併及び転換に関する法律に基づく認可により普通銀行に転換し、株式会社長野銀行と商号変更。
- 1997年（平成9年）3月 - 東証2部に上場。
- 1998年（平成10年）9月 - 東証1部に指定[13]。
- 2000年（平成12年）3月 - 資本金130億円に増資。
- 2004年（平成16年）4月 - ながぎん松本センタービル完成。
- 2010年（平成22年）3月 - 期限付劣後債の発行による自己資本の増強。
- 2012年（平成24年）5月 - 勘定系システムを、NTTデータ基幹系共同センター（STELLA CUBE）に移行[14][15]。
- 2013年（平成25年）4月 - 第9次長期経営計画「考働派」をスタート。
- 2014年（平成26年）11月30日 - 東京事務所および長野事務所を廃止[16]。
- 2015年（平成27年）
  - 2月26日 - 連結子会社であるながぎんビジネスパートナーズを吸収合併[17]。
  - 3月31日 - 連結子会社である長野ビーエスを解散[13]。
  - 4月21日 - 東京駅前のサピアタワー3階のファミマ!!サピアタワー店内に7行と共に日本ATMへの委託の下、アフターサービス共同窓口を設置[18][19]。
  - 12月7日 - 長野法人営業部を新築・移転し新たに店舗名を「長野営業部」とした上で既存の長野支店を同営業部に統合。
- 2019年（令和元年）9月2日 - 取引先企業の事業承継を目的に経営者の婚活を支援するため、結婚紹介業のIBJ社と提携[20]。
- 2022年（令和4年）9月28日 ‐ 八十二銀行を完全親会社、長野銀行を完全子会社とする経営統合を発表[21]。
- 2023年（令和5年）
  - 5月30日 ‐ 東証スタンダード上場廃止[22]。
  - 6月1日 ‐ 八十二銀行と経営統合[7]。株式交換により八十二銀行の完全子会社となる。

## 歴代頭取
- 山本秀也
- 田中誠二
- 中条功（2010年6月-）
- 西沢仁志（2019年6月-）

## 関係会社
- 株式会社八十二銀行
- 長野カード株式会社
- 株式会社ながぎんリース